# Clinceni
Clinceni è un comune della Romania di 4 432 abitanti, ubicato nel distretto di Ilfov, nella regione storica della Muntenia.
Il comune è formato dall'unione di 3 villaggi: Clinceni, Olteni, Ordoreanu.
La località è conosciuta in ambiente aeronautico, per la presenza di un'aviosuperfice.